# من تنها ایستاده‌ام (فیلم)
من تنها ایستاده‌ام (انگلیسی: I Stand Alone) فیلمی در ژانر درام و جنایی به کارگردانی گاسپر نوئه است که در سال ۱۹۹۸ منتشر شد. این فیلم ادامه و قسمت دوم از فیلم ادویه محصول سال ۱۹۹۱ از همین کارگردان می‌باشد. از بازیگران آن می‌توان به فیلیپ نائون اشاره کرد.

## خلاصه داستان
«قصاب» به دلیل درگیری با مردی که قصد داشت دختر بیمارش را گمراه کند مدتی را در زندان می‌گذراند. او که می‌خواهد یک زندگی جدید آغاز کند دخترش را به یک مؤسسه می‌برد و به همراه معشوقه خود راهی حومه شهر می‌شود. آن زن به او قول یک قصابی جدید را داده است. اما با دروغ گفتن او «قصاب» تصمیم می‌گیرد به پاریس بازگشته و دخترش را پیدا کند…